# Waltheria collina
Waltheria collina är en malvaväxtart som beskrevs av Karl Moritz Schumann. Waltheria collina ingår i släktet Waltheria och familjen malvaväxter. Inga underarter finns listade i Catalogue of Life.